# Batalha de Uji (1184)
A  Batalha de Uji de 1184 (também conhecida como Segunda Batalha de Uji), foi um conflito bélico que ocorreu em Uji, na Província de Kyoto no Japão em 1184 pelo controle do Clã Minamoto durante as Guerras Genpei.
A disputa que originou o conflito entre os dois ramos sobre o controle do Clã Minamoto ocorreu  quando o pai de Minamoto no Yoshinaka, [Minamoto no Yoshikata, foi assassinado e seu domínio passou para o controle de Minamoto no Yoshihira pai de Minamoto no Yoritomo. Yoshihira procurou matar Yoshinaka também, mas este fugiu para Kiso, na Província de Shinano (atual Província de Nagano ) para a proteção do Clã Nakahara.
Depois da Batalha de Kurikara ganha por  Yoshinaka. Este ao volta a Kyoto ficou irritado ao descobrir que o Imperador Go-Shirakawa estava beneficiando seu primo desafeto Yoritomo. Yoshinaka então estendeu seu controle militar sobre a cidade, queimando o Palácio Hōjūji, e sequestrado o Imperador obrigando-o a conceder-lhe o título de Shogun.
Determinado a punir seu primo rebelde Yoshinaka em Kyoto, Yoritomo enviou seu irmãos Minamoto no Yoshitsune e Minamoto no Noriyori que estavam em Kamakura atacá-lo. Acabaram encontrando Yoshinaka na Ponte sobre o Rio Uji, no dia de ano novo de 1184. Yoshinaka destruiu a ponte adotando uma posição defensiva, numa situação parecida com a  Primeira Batalha de Uji. Mas em sentido inverso do que os Taira fizeram na primeira batalha, Yoshitsune conseguiu dirigir a sua cavalaria através do rio, dois dos seus samurais: Kajiwara Kagetoki e Sasaki Takatsuna foram os primeiros a entrar em ação, correndo até o outro lado do rio, sendo seguido pelos demais. Atravessado o rio conseguiu facilmente derrotar Yoshinaka, e o perseguiu para longe da capital.

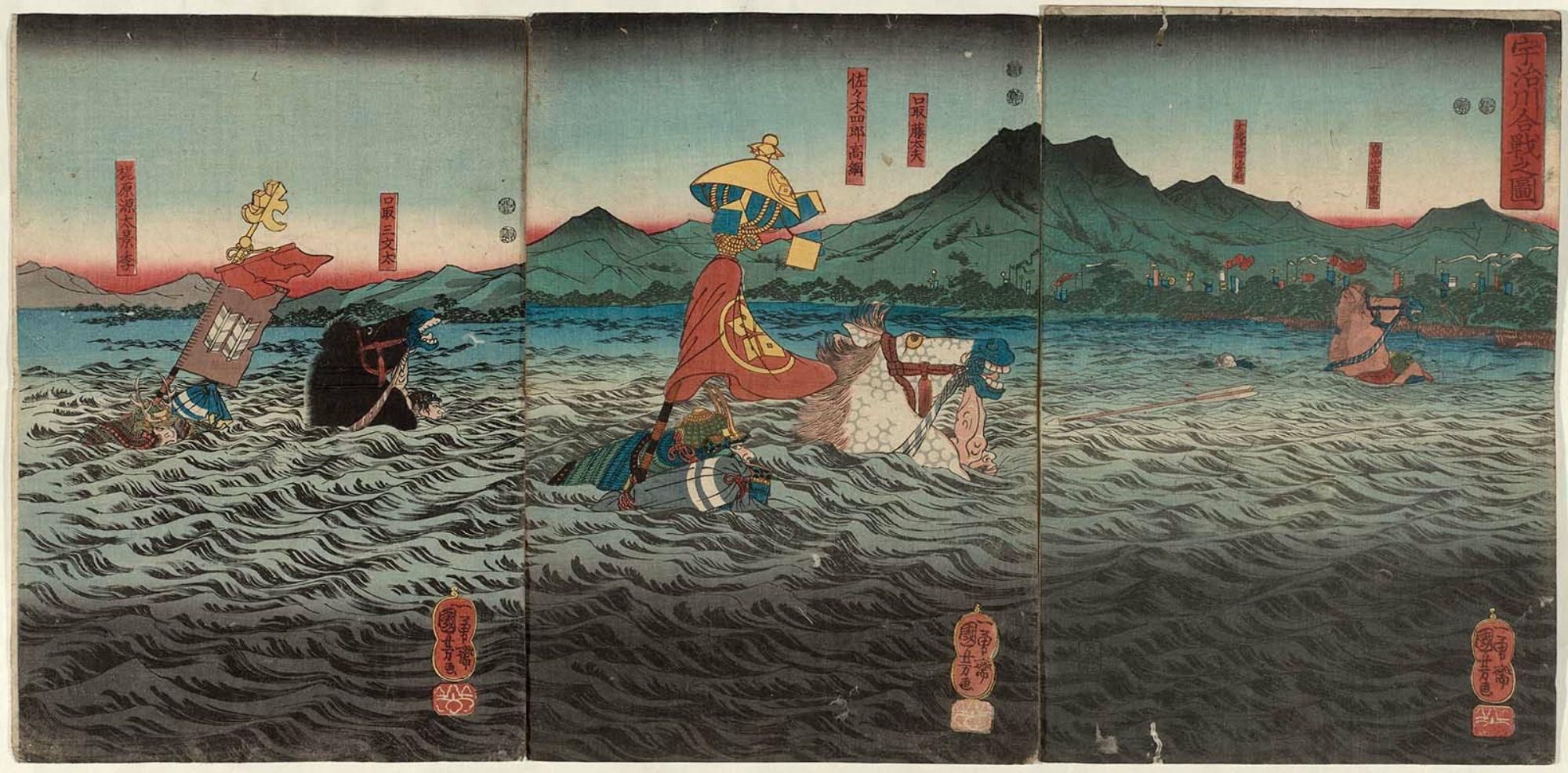
Kajiwara Kagetoki, Sasaki Takatsuna e Hatakeyama Shigetada correndo sobre o Rio Uji antes da Segunda Batalha de Uji pintura de Utagawa Kuniyoshi